# 照葉樹林文化論
照葉樹林文化論（しょうようじゅりんぶんかろん）とは、1970年代以降の日本の文化人類学において一定の影響力を持った学説である。具体的には、日本の生活文化の基盤をなすいくつかの要素が中国雲南省を中心とする東亜半月弧に集中しており、この一帯から長江流域・台湾を経て日本の南西部につづく照葉樹林地域に共通する文化の要素は共通の起源地から伝播したものではないかという仮説である。また日本列島の縄文文化は照葉樹林文化の一種であるとの誤解を一部にまねいた。

## 概要
照葉樹林文化論を主に担ったのは中尾佐助、佐々木高明といった文化人類学者である。彼らは日本の生活文化の基盤をなす主な要素が中国雲南省を中心とする東亜半月弧に集中するとして、類似した文化の広がる地域を照葉樹林文化圏と名づけた。照葉樹林は西日本から台湾、華南、ブータン、ヒマラヤに広がる植生である。この一帯には、人為攪乱によって照葉樹以外の植生となっているところが多いが、気候条件からみると照葉樹林が成立しうる。この地域に住む民族の文化要素には、森林や山岳と良く結びついたものが多い。長江文明は長江流域の沼沢地等の低平湿地に栄えた文明である。佐々木はさらに、西日本の照葉樹林文化に対応させるかたちで東日本にナラ林文化という概念を設定し、中国東北部や朝鮮半島に広がるモンゴリナラやブナ林の分布する地域にみられる文化要素との関連も示唆している。
具体的には、根栽類の水さらし利用、絹、焼畑農業、陸稲の栽培、モチ食、麹酒、納豆など発酵食品の利用、鵜飼い、漆器製作、歌垣、お歯黒、入れ墨、家屋の構造、服飾などが照葉樹林文化圏の特徴として挙げられる。照葉樹林文化論を肉付けする形で稲作文化や畑作文化なども考証されている。
照葉樹林文化論に関連する中尾佐助の諸論文は、『中尾佐助著作集』全6巻として体系化されて出版されている。
栽培イネの発祥地は、一時、雲南地域とされたが、近年の考古学や分子生物学の知見は稲作が長江文明の湿地帯に始まった事を明らかにした。稲作文化の多くの要素は、後から照葉樹林文化の要素を包摂した。これを受け、佐々木高明は『日本文化の多重構造』において長江文明論を包摂しながら、自説を発展させた。佐々木は最近の総括のなかで、照葉樹林文化論を「未完の大仮説」とし、今後を展望している
鳥居・赤飯については各項目参照のこと。
中尾は農耕文化の4大体系から見て、照葉樹林文化圏が「ニジェール川上流域を発祥地とする、サバンナ系雑穀文化(稲入る)」の影響を受けた「マレー半島起源の、芋(ウビ)系文化の温帯発展型」であり、両方の農耕文化(なお、サバンナ系の代表作物に入る水生植物（レンコン等）は、アフリカの一部と照葉樹林文化圏しか栽培されない)から作物を受け取っているとする。

## 批判
照葉樹林文化論はある一時期、極めて強力な影響力を持ち、日本列島西半分の文化の全てをこれで説明しようとするような論考も珍しくなかった。しかし現在では多方面からの検討が加えられ、否定的な意見も多く提出されている。照葉樹林文化は、日本列島に影響を及ぼした様々な文化圏のうちの一つに過ぎないという見方もあり、亦そもそもそのような文化圏は存在しないという見方もある。

### 池橋宏による批判
池橋宏はイネの栽培法や古文献の検討により、稲作の開始は初期の照葉樹林文化論で説明された「中東から伝播した」、焼畑での陸稲栽培ではなく、タロイモなどとともに低地集落内の屋敷内水田で栄養繁殖された水稲であったと主張している。なお池橋の著書『稲作の起源』には、中尾佐助がオセアニア、インド、アフリカなどを踏査しながらも、「実は華南からインドシナ半島は殆ど見逃されている」など、事実に反する引用・記述も見受けられる。

### 考古学からの批判
考古学者の松木武彦は、照葉樹林文化論は5000年という膨大な時間経過を無視し、20世紀の雲南と縄文社会を安直に結びつけた粗雑な論であるとして、厳しく批判している。その傍証として松木は、縄文期の西日本が人口密度の点で東日本に大きく劣っている事実を挙げている

## これらの批判について
照葉樹林文化論を縄文文化論や稲作起源論と同一視して批判する議論は、照葉樹林文化論に対する初歩的な誤解にもとづくものである。照葉樹林文化論は、日本列島の狩猟採集文化（縄文時代）および稲作そのものの文化（弥生時代）とは別の文化要素群（焼畑・茶・納豆・絹・モチ・漆・歌垣・婚姻形態など）によって認知される文化複合ととらえている仮説である。またその発展段階が、（1）プレ農耕段階・（2）雑穀を主とした焼畑段階・（3）稲作ドミナントな段階の3段階に整理され、このうち焼畑段階が典型的あるいは焦点であるとされている。このことは、1976年の『続・照葉樹林文化』ですでに示されており、佐々木高明の最近の著作でも説明されている。
照葉樹林文化論を特徴づけるのは、照葉樹林帯という共通の生態環境をもつ地域一帯に、この環境で生まれた文化要素群が起源地から伝播して他地域へ広がったのではないかとする生物地理学的な観点である。したがって、仮説の枠組みとしての照葉樹林文化論を科学的に否定するためには、(1)これらの文化要素の分布が実際には照葉樹林の分布と対応しないことを示すか、または（2）これらの文化要素群が照葉樹林帯とその周辺一帯に分布するのは起源地から伝播した結果ではなく、それぞれの地域で独立に生じた結果であることを主張し、そのことを証明する必要がある。

## 影響
日本国内で栽培植物起源論への関心を高め、世界の農耕の起源の多様性を広く認知させることにつながった。また稲作の起源や縄文時代の焼畑農耕に対する関心を高めることにも役立った。
中尾に傾倒し佐々木高明を「いい学者」と紹介し、別名を「照樹務」とした事もある宮崎駿は、自身「『栽培植物と農耕の起源』によって、自分が何者の末裔であるかがわかった」とまでいい、各メディアへ出る際この説を取り上げるが、その作品中の歴史観は中尾や佐々木の歴史観のみに依拠しているわけではない。
照葉樹林文化論が再注目されるきっかけになったアニメ映画の「もののけ姫」は、栽培植物も農業従事者もテーマではなく、中尾の言う「生きて、生産する力」としての照葉樹林文化に征服され均質化したナラ林文化圏の少年が主人公であり、鍛冶業従事者など、非農耕系に属する人々が中心に描かれる。一方で、椀を携帯する習慣、ブータンの民族衣装のような装束の蝦夷、道々の輩が被る「納豆のつとのような」笠等が登場する。
また、宮崎が1980年代に描いた『シュナの旅』は、「ヒワビエ」と呼ばれる雑穀の苗を植える描写があるが、「農耕は文化の基礎」という「中尾の説」の影響はあるものの、主人公は「家畜の犂耕による穀物(麦であるらしい)の栽培」をする文化圏へ旅立つという展開をし、そこに登場する「ヤックル」という架空の家畜が「ナラ林文化圏の主人公の乗るアカシシの名」として『もののけ姫』に登場する。
ちなみに、宮崎は中尾の説を紹介する際「ニューギニアの先住民が掘り棒でイモを栽培する文化と他に優劣をつけない」と、照葉樹林文化の基礎である、ウビ農耕文化を用いている。

## 注
1. ↑  熊本大学の横山智「納豆菌プラスミドDNAによる研究」 参照、トゥア・ナオについても記述。
2. ↑  佐々木高明『日本文化の多重構造−アジア的視野から日本文化を再考する』小学館,1997,第三章ほか。
3. ↑  中尾佐助『中尾佐助著作集第IV巻　照葉樹林文化論』所収の佐々木高明による解説、北海道大学出版会、2006年
4. ↑  池橋宏『稲作渡来民』(講談社メチエ、2008年）  7頁
5. 1 2  池橋宏『稲作の起源』(講談社メチエ、2005年)
6. ↑  同書61頁
7. ↑  本書については山口裕文が書評（『照葉樹林文化研究会ニュースレター第二号』2008年1月）において「これまでにない悪書」「個人を標的にして事実無根の批判を繰り返し、関連する文献を深く調べず、あいまいな引用をともなう稚拙な論考」であるとし、そういった池橋の姿勢を「科学者としてもっとも恥ずべき」と苛烈な言葉で糾弾している。池橋は中尾が初期において麹酒をインド由来としたと記述するが（同書29,64頁）、中尾にそのような記述は存在しない。『栽培植物と農耕の起源』68頁では、インドには外来の酒しかないとし、ソーマも「果物の汁」とあるという。また、山口は、中尾の作業仮説を批判するのであればその仮説を乗り越えるような仮説を提出すべきだと批判した。本書評について池橋は直接応答していないが、2008年に『稲作渡来民』を発表し、照葉樹林文化論による稲作渡来説への批判的応答を行ったという（池橋宏『稲作渡来民』講談社メチエ、2008年）
8. 1 2  松木武彦『日本の歴史1：列島創世記』小学館、2007年
9. ↑  縄文前期から中期、西日本の植生は照葉樹林であったが、東日本は暖温帯落葉広葉樹林である。
10. ↑  上山春平・中尾佐助・佐々木高明『続・照葉樹林文化』（中公新書、1976年）
11. ↑  佐々木高明『照葉樹林文化とは何か』（中公新書、2007年）
12. ↑  もののけ姫を読み解く
13. ↑   『もののけ姫 スタジオジブリ絵コンテ全集11』徳間書店87頁　なおフィルムコミック等では、「ワラット」と書かれる。「ワラツト」は特定の集団を指す語とされるが、他の集団である「石火矢衆」もこれを利用しているところから、特殊な雨具と思われる。
14. ↑  家畜の飼育　利用をする地中海文化の影響が濃いらしい。
15. ↑  日本土着の生物という設定。ニホンカモシカがアオシシ(青鹿)と呼ばれるのに対した語であろう。なお叶精作は「赤獅子」と表記しているが、作品にも絵コンテにもそのような表記は一切登場しない。
16. ↑  『「もののけ姫」はこうして生まれた。』浦谷年良　徳間書店　81頁　念のため、文中宮崎は中尾を「京都の人だから」と紹介しているが、厳密には京都大学の人であって、中尾は愛知県出身である。